# Elliot Lawrence

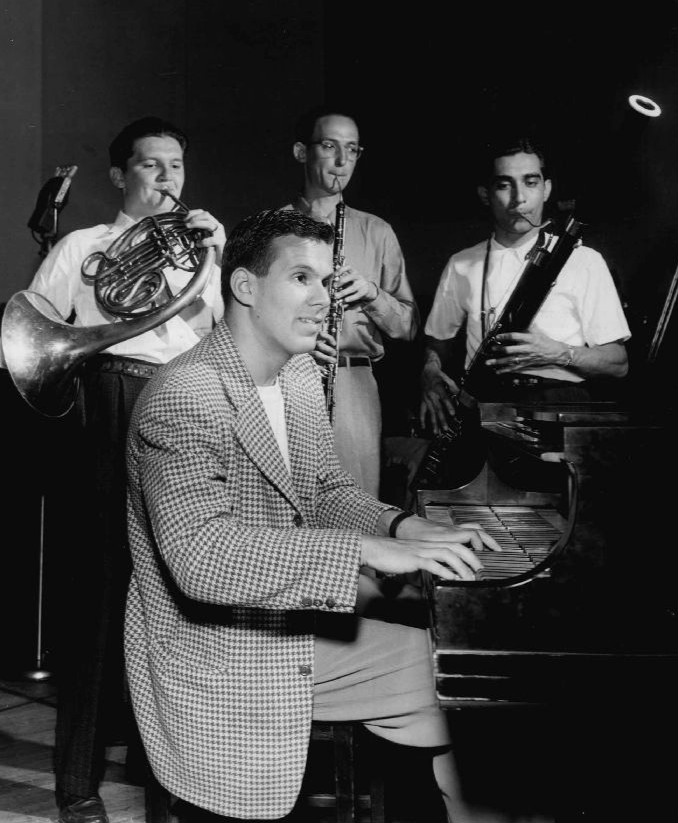
Elliot Lawrence Broza - im Vordergrund am Klavier mit seinen Bandenmitgliedern (1946)

Elliot Lawrence, eigentlich Elliott Lawrence Broza, (* 14. Februar 1925 in Philadelphia, Pennsylvania; † 2. Juli 2021 in New York City, New York) war ein US-amerikanischer Jazz-Pianist und  Bandleader  sowie Komponist und Dirigent von Filmmusiken.

## Karriere
Der Sohn des Rundfunkpioniers Stan Lee Broza gründete seine erste Band während seines Studiums an der University of Pennsylvania. Nach seinem Abschluss arbeitete er als musikalischer Direktor für die Rundfunkstation WCAU in Philadelphia; seine Sendungen wurden schließlich auch für landesweite Sendung durch Columbia Broadcasting System übernommen. Ab 1946 hatte er mit seinem Orchester ein Engagement im New Yorker Hotel Pennsylvania; der große Erfolg führte zu Auftritten bei Frank Dailey’s Meadowbrook in Cedar Grove (New Jersey), dem Paramount Theatre in New York, dem Sherman Hotel in Chicago und dem Palladium in Hollywood sowie auf zahlreichen College-Tourneen. 1947 hatte er mit dem Titel Near You, einer Coverversion des Songs von Francis Craig, seinen einzigen Top-Ten-Hit. Erste Mitte der 1950er Jahre ließ die Popularität seines Orchesters allmählich nach, bis er es schließlich auflöste; er spielte aber noch bis 1960 mit eigenen Formationen für Labels wie Columbia und Decca zahlreiche Schallplatten ein. Danach wirkte er als Komponist, Arrangeur und musikalischer Direktor für etwa dreißig Filme und zahlreiche Theaterproduktionen am Broadway. Zweimal (1961 und 1962) wurde er für den Tony Award als bester Dirigent und musikalischer Leiter nominiert, 1962 konnte er ihn gewinnen.

## Diskographie
- Elliot Lawrence Band Plays Gerry Mulligan Arrangements  (Fantasy, 1955) mit Eddie Bert, Hal McKusick, Nick Travis, Don Lamond, Al Cohn, Bernie Glow
- Swinging at the Steel Pier (Fantasy, 1956)
- Jazz Goes Broadway (VIK, 1957)